# IV. Frigyes nápolyi király
IV. Frigyes (Nápoly, 1452. április 19. – Tours, 1504. november 9.) vagy más számozás szerint II. Frigyes, avagy I. Frigyes, olaszul:  Federico IV  (I) d'Aragona, spanyolul: Federico IV (I) de Nápoles, katalánul: Frederic IV (I) de Nàpols, franciául: Frédéric II de Naples, Szicília (Nápoly) királya: (1496–1501). Aragóniai Beatrix magyar királyné bátyja. A Trastámara-ház nápolyi ágának a tagja, és ennek az ágnak az utolsó képviselője a nápolyi trónon. Nevét III. Frigyes német-római császár tiszteletére kapta, akit a születése évében koronáztak császárrá Rómában, ami után az újdonsült császár ellátogatott a Nápolyi Királyságba, és lett a keresztapja az újszülött csecsemőnek.

## Élete

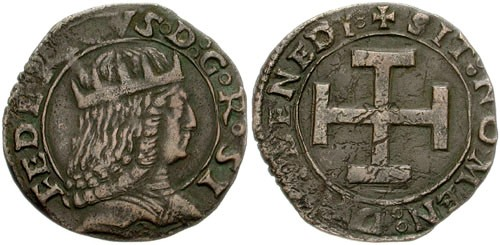
IV. Frigyes érméje

I. Ferdinánd nápolyi király és Chiaromontei Izabella nápolyi királyné másodszülött fia volt. Squilacce és Altamura és Tarantó hercege volt. 1468-ban apjai helytartóvá nevezte ki Apuliában. 1479-től 1482-ig Franciaországban élt, miután 1479-ben feleségül vette IX. Amadé savoyai herceg és Valois Jolán francia királyi hercegnő elsőszülött lányát, Annát, aki 1480-ban az első lányuk, Sarolta születése után röviddel gyermekágyi lázban meghalt. Unokaöccse, a gyermektelen II. Ferdinánd nápolyi király a halálos ágyán 1496. október 5-én Frigyest jelölte trónutódjául, aki két nappal később unokaöccse halálakor, 1496. október 7-én lépett trónra. VI. Sándor pápa 1497. június 7-én iktatta be hivatalosan, és 1497. augusztus 10-én Capuában királlyá koronázták. 1500. november 11-én a II. Ferdinánd aragóniai király és XII. Lajos francia király között létrejött granadai szerződés értelmében a két uralkodó felosztotta egymás között Frigyes  királyságát. 1501 szeptemberében a franciák elfoglalták az országot, és ő kénytelen volt lemondani. XII. Lajos Franciaországba internálta, és Maine Grófságot és 50 000 font évjáradékot kapott. A franciaországi fogságban halt meg.
Beatrix királyné, miután 1500-ban a pápa elválasztotta II. Ulászlótól éppen a hazája e sorsfordító évében, 1501. március 16-án tért újra haza. A bátyja, IV. Frigyes és második felesége, Izabella királyné fogadta. A röviddel utána, május 25-én született unokaöccsét ő tartotta keresztvíz alá, és a Cézár (olaszul: Cesare) nevet kapta. A franciák bevonulása után Ischia szigetére menekült, majd a franciák kivonulása után újra Nápolyban élt, ahol 1508-ban halt meg.

## Gyermekei
- 1. feleségétől, Anna (1455–1480) savoyai hercegnőtől, 1 leány:
  - Sarolta (1480–1506), Tarantó hercegnője, férje XV. Guido (1476–1531), Laval grófja, 5 gyermek
- 2. feleségétől, Balzo Izabella (1468–1533) andriai hercegnőtől, 5 gyermek:
  - Ferdinánd (1488–1550), Calabria hercege, 1. felesége Foix Germána (1488/90/92–1538) özvegy aragón királyné, gyermekei nem születtek, 2. felesége Mencía de Mendoza (1508–1554), gyermeket nem szült, ágyasától 1 házasságon kívül született fiú.
  - Júlia (1492–1542), férje Palaiologosz János György (1488–1533), Montferrat őrgrófja, gyermekei nem születtek
  - Alfonz (1499–1501/03)
  - Izabella (1500–1550), nem ment férjhez
  - Cézár (Nápoly, 1501. május 25. – 1501/03)

## Családfa
| V. Alfonz aragóniai király * 1394/6 † 1458. VI. 27. | V. Alfonz aragóniai király * 1394/6 † 1458. VI. 27. |                                                             |                                                             | Giraldona Carlino * 1400/1 † 1468 körül | Giraldona Carlino * 1400/1 † 1468 körül |  |  | Chiaromontei Trisztán copertinói gróf * 1380 körül † 1432/3. XI. 15. után | Chiaromontei Trisztán copertinói gróf * 1380 körül † 1432/3. XI. 15. után |                                              |                                              | Balzo–Orsini Katalin * ? † 1431 előtt | Balzo–Orsini Katalin * ? † 1431 előtt |
|                                                     |                                                     |                                                             |                                                             |                                         |                                         |  |  |                                                                           |                                                                           |                                              |                                              |                                       |                                       |
|                                                     |                                                     |                                                             |                                                             |                                         |                                         |  |  |                                                                           |                                                                           |                                              |                                              |                                       |                                       |
|                                                     |                                                     | I. Ferdinánd nápolyi király * 1423. VII. 22. † 1494. I. 25. | I. Ferdinánd nápolyi király * 1423. VII. 22. † 1494. I. 25. |                                         |                                         |  |  |                                                                           |                                                                           | Chiaromonte Izabella * 1424 † 1465. III. 30. | Chiaromonte Izabella * 1424 † 1465. III. 30. |                                       |                                       |
|                                                     |                                                     |                                                             |                                                             |                                         |                                         |  |  |                                                                           |                                                                           |                                              |                                              |                                       |                                       |
|                                                     |                                                     |                                                             |                                                             |                                         |                                         |  |  |                                                                           |                                                                           |                                              |                                              |                                       |                                       |
|                                                     |                                                     |                                                             |                                                             |                                         |                                         |  |  |                                                                           |                                                                           |                                              |                                              |                                       |                                       |

|                                    |                                    | 1 Savoyai Anna * 1455. VI. 1. † 1480. II. OO 1479. III. | 1 Savoyai Anna * 1455. VI. 1. † 1480. II. OO 1479. III. | IV. Frigyes * 1452- IV. 9. † 1504. XI. 19. | IV. Frigyes * 1452- IV. 9. † 1504. XI. 19. | 2 Balzo Izabella * 1468. VI. 24. † 1533. V. 22. OO 1486. XI. 28. | 2 Balzo Izabella * 1468. VI. 24. † 1533. V. 22. OO 1486. XI. 28. |                                       |                                       |  |  |  |  |
|                                    |                                    |                                                         |                                                         |                                            |                                            |                                                                  |                                                                  |                                       |                                       |  |  |  |  |
|                                    | 1                                  |                                                         | 2                                                       |                                            | 2                                          |                                                                  | 2                                                                |                                       | 2                                     |  |  |  |  |
| Sarolta * 1480. II. † 1506. X. 16. | Sarolta * 1480. II. † 1506. X. 16. | Ferdinánd * 1488. XII. 15. † 1550. X. 26.               | Ferdinánd * 1488. XII. 15. † 1550. X. 26.               | Júlia * 1492 † 1542. III. 10.              | Júlia * 1492 † 1542. III. 10.              | Alfonz * 1499. IV. 8. † 1501/3                                   | Alfonz * 1499. IV. 8. † 1501/3                                   | Izabella * 1500 körül † 1550.. I. 22. | Izabella * 1500 körül † 1550.. I. 22. |  |  |  |  |
|                                    | 2                                  |                                                         |                                                         |                                            |                                            |                                                                  |                                                                  |                                       |                                       |  |  |  |  |
| Cézár * 1501. V. 25. † 1501/3      |                                    |                                                         |                                                         |                                            |                                            |                                                                  |                                                                  |                                       |                                       |  |  |  |  |